# Peter Nadig (Althistoriker)
Peter Nadig (* 9. März 1959 in Duisburg) ist ein deutscher Althistoriker.

## Leben
Nadig studierte nach dem Erwerb der Fachhochschulreife an der Berufsschule Duisburg-Zentrum im Juli 1981 von 1981 bis 1987 Visuelle Kommunikation an der Fachhochschule Düsseldorf mit dem Abschluss Diplom-Designer und danach Alte Geschichte, Mittelalterliche Geschichte, Neuere Anglistik und Amerikanistik an der Heinrich-Heine-Universität Düsseldorf, wo er 1989 das Graecum und im Sommer 1993 den Magister Artium in Alter Geschichte erwarb. Zuvor war er studentische Hilfskraft am Lehrstuhl für Alte Geschichte (Anthony Birley) gewesen. Danach war er ebenda bis Februar 1996 wissenschaftliche Hilfskraft am Lehrstuhl für Alte Geschichte, wo er im Juli 1996 mit einer Dissertation zum Phänomen der Wahlbestechungen in der Römischen Republik promoviert wurde. Von April 1997 bis Dezember 2006 war er Wissenschaftlicher Mitarbeiter am Forschungsprojekt Kirche-Staat-Gesellschaft in vorkonstantinischer Zeit am Lehrstuhl für Alte Geschichte der RWTH Aachen unter Leitung von Raban von Haehling. Die Görres-Gesellschaft förderte ihn als Stipendiat von April 2005 bis Dezember 2006. Nach seiner Habilitation mit der Arbeit Zwischen König und Karikatur. Das Bild Ptolemaios’ VIII. im Spannungsfeld der Überlieferung an der Heinrich-Heine-Universität Düsseldorf im Juni 2003 war er dort bis Juli 2010 Privatdozent. Von August 2007 bis Mai 2009 war er wissenschaftlicher Mitarbeiter beim DFG-Projekt Antike Kriegskosten unter Kai Brodersen an der Universität Mannheim und an der Universität Erfurt. Als Lehrbeauftragter wirkte er von Oktober 2008 bis Juli 2009 an der Albert-Ludwigs-Universität Freiburg, und vom Juni 2009 bis zum März 2012 war er wissenschaftlicher Mitarbeiter am Arbeitsbereich für die Geographie des antiken Mittelmeerraumes an der Freien Universität Berlin bei Klaus Geus. Währenddessen wurde ihm am 12. Juli 2010 die Lehrbefugnis für das Fach Alte Geschichte am Fachbereich Geschichts- und Kulturwissenschaften der Freien Universität Berlin (Umhabilitation) verliehen.
Von September 2010 bis März 2012, unterbrochen von einem Forschungsaufenthalt in Äthiopien im März 2011, war er Wissenschaftlicher Mitarbeiter am Arbeitsbereich Historische Geographie des antiken Mittelmeerraumes an der Freien Universität Berlin. Eine Lehrstuhlvertretung an der Universität Rostock hatte er von April 2012 bis Juni 2012 inne. Von Februar 2013 bis März 2013 hielt er sich für einen Forschungsaufenthalt in Rom am Römischen Institut der Görres-Gesellschaft auf. Im Sommersemester 2013 und im Wintersemester 2014/15 war er Gastprofessor an der Freien Universität Berlin. Seit Mai 2016 ist er Full Professor für Alte Geschichte an der Universität Mekelle in Tigray, Äthiopien. Seit Januar 2017 ist er dort Koordinator für das Doktorandenprogramm in Geschichte am College of Social Sciences and Languages.
Seine Forschungsschwerpunkte sind das pharaonische Ägypten, der Hellenismus, Alexander der Große, die späte römische Republik, das frühe Christentum und Militärgeschichte.

## Schriften
- Ardet ambitus. Untersuchungen zum Phänomen der Wahlbestechungen in der römischen Republik  (= Prismata. Band 6). Peter Lang Verlag, Frankfurt am Main/Berlin/Bern/New York/Paris/Wien 1997 (= Dissertation Heinrich-Heine-Universität Düsseldorf 1996), ISBN 3-631-31295-4.
- Zwischen König und Karikatur. Das Bild Ptolemaios' VIII. im Spannungsfeld der Überlieferung (= Münchener Beiträge zur Papyrusforschung und antiken Rechtsgeschichte. Heft 97). (= Habilitationsschrift Heinrich-Heine-Universität Düsseldorf 2002). Verlag C. H. Beck, München 2007, ISBN 978-3-406-55949-5.
- Hatschepsut (= Gestalten der Antike). Verlag Philipp von Zabern, Darmstadt 2014, ISBN 3-8053-4763-4.
  - Bartosz Nowacki (Übersetzer): Hatszepsut. Prószyński i S-ka, Warschau 2016, ISBN 978-83-8069-417-0.